# Betva
Betva är en flod i centrala Indien.

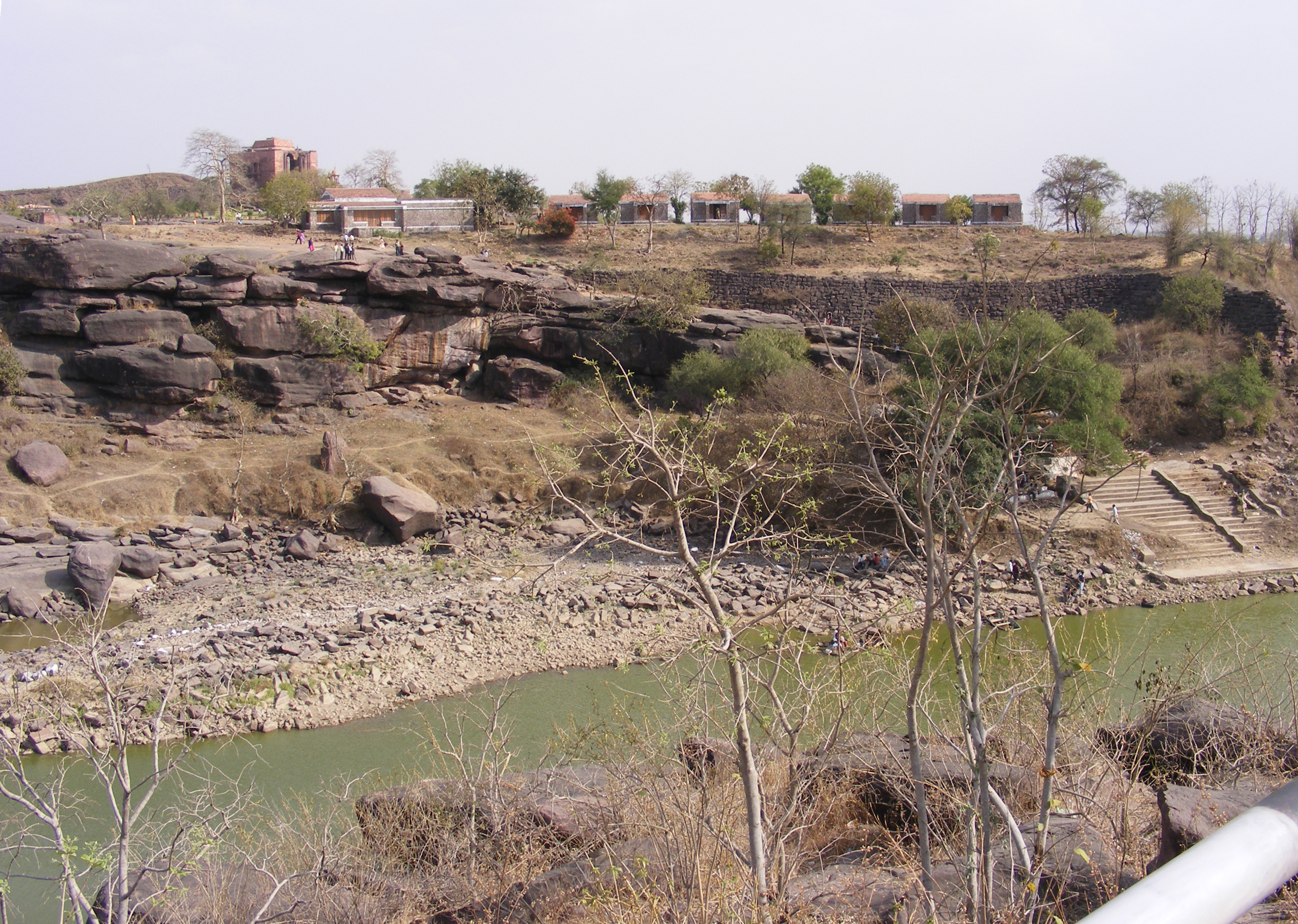
Betva.

Betva upprinner på Vindhyabergens nordsluttning i Bhopal och inflyter efter ett omkring 560 km nordostligt lopp genom Bundelkhand i Yamuna.